# Communauté de communes Loches Développement
Die  Communauté de communes Loches Développement ist ein ehemaliger französischer Gemeindeverband mit der Rechtsform einer Communauté de communes im Département Indre-et-Loire in der Region Centre-Val de Loire. Sie wurde am 29. Dezember 1995 gegründet und umfasste 20 Gemeinden. Der Verwaltungssitz befand sich im Ort Loches.

## Historische Entwicklung
Mit Wirkung vom 1. Januar 2017 fusionierte der Gemeindeverband mit
- Communauté de communes du Grand Ligueillois,
- Communauté de communes de Montrésor sowie
- Communauté de communes de la Touraine du Sud

und bildete so die Nachfolgeorganisation Communauté de communes Loches Sud Touraine.

## Ehemalige Mitgliedsgemeinden
1. Azay-sur-Indre
2. Beaulieu-lès-Loches
3. Bridoré
4. Chambourg-sur-Indre
5. Chanceaux-près-Loches
6. Chédigny
7. Cormery
8. Dolus-le-Sec
9. Ferrière-sur-Beaulieu
10. Loches
11. Perrusson
12. Reignac-sur-Indre
13. Saint-Bauld
14. Saint-Hippolyte
15. Saint-Jean-Saint-Germain
16. Saint-Quentin-sur-Indrois
17. Saint-Senoch
18. Sennevières
19. Tauxigny
20. Verneuil-sur-Indre